# 2012年度TVB8金曲榜頒獎典禮得獎名單
2012年度TVB8金曲榜頒獎典禮，於2012年12月9日晚上假香港將軍澳電視廣播城舉行。

## 得獎名單

### TVB8金曲榜金曲獎
- 霧裡看花 - 容祖兒
- 失戀事小 - 郁可唯
- 頑石點頭 - 林　峯
- Oh Boy - G.E.M.
- Get It Hot - M.I.C.男團
- 遺棄 - 許廷鏗
- 傾聽 - 陳威全
- 為什麼 - 蔡卓妍
- 一天一天 - 泳　兒
- 喘息 - 張芸京

### TVB8金曲榜最佳合唱歌曲獎
- 知己 - 許廷鏗、吳若希

### TVB8金曲榜最佳音樂錄影帶演繹獎
- 諾亞方舟 - 五月天

### TVB8金曲榜全球觀眾最愛粵語歌曲獎
- 頑石 - 林　峯
- What Have U Done - G.E.M.
- 牆紙 - 王菀之

### TVB8金曲榜最佳作曲獎
- Do Re Mi - 羅大佑

### TVB8金曲榜最佳作詞獎
- OAOA（現在就是永遠）- 阿　信

### TVB8金曲榜最佳編曲獎
- 諾亞方舟 - 五月天、陳建騏

### TVB8金曲榜最佳歌曲監製獎
- 諾亞方舟 - 五月天

### TVB8金曲榜最佳新人獎
- 金獎：胡鴻鈞
- 銀獎：4ever
- 銅獎：陳法拉

### TVB8金曲榜最佳唱作歌手獎
- 金獎：G.E.M.
- 銀獎：張芸京
- 銅獎：胡　琳

### TVB8金曲榜最佳組合獎
- 金獎：糖兄妹
- 銀獎：M.I.C.男團
- 銅獎：

### TVB8金曲榜內地觀眾最愛男歌手獎
- M.I.C.男團

### TVB8金曲榜內地觀眾最愛女歌手獎
- 蔡卓妍

### TVB8金曲榜最受歡迎男歌手獎
- 林　峯

### TVB8金曲榜最受歡迎女歌手獎
- 容祖兒

### TVB8金曲榜金曲金獎
- 霧裡看花 - 容祖兒

## 播放媒體
是次頒獎典禮會由電視廣播有限公司（無綫電視）旗下頻道播放，包括，
- 香港：TVB8（直播）、翡翠台（轉播）
- 澳門：TVB8（直播）
- 中国：TVB8（直播）
- 越南：TVB8（直播）
- 新加坡：TVB8（直播）
- ：TVB8（直播）
- 美国：TVB8（轉播）

## 外部連結
- 2012年度TVB8金曲榜頒獎典禮 官方網站（页面存档备份，存于）